# Yu Gil-jun
Yu Gil-jun (coreà: 유길준)  (Seül, 24 d'octubre de 1856 - Seül, 30 de setembre de 1914) fou un polític i activista independentista, pensador nacionalista i il·lustrat de Corea del Sur. El seu sobrenom era Gudang(구당, 矩堂), 'Chunmin(천민, 天民). Va ser un dels principals ideòleg a Corea del Sud del liberalisme i darwinisme social.